# Conversión de ancho de vía
La conversión de ancho de vía es un tipo de obra ferroviaria que implica modificar la separación existente entre los carriles de una vía, con el fin de poder utilizar trenes con un ancho de rodadura distinto. Puede estar motivada por distintas causas: para dar continuidad a dos sistemas con anchos de vía diferentes; cuando las cargas son demasiado pesadas para el ancho de vía existente; o si el material móvil disponible es de un ancho diferente al de las vías. 
Este tipo de obras eran relativamente sencillas cuando se utilizaban traviesas de madera (solía bastar con desclavar un carril y volverlo a clavar con la nueva separación si la traviesa tenía ancho suficiente), pero la generalización del uso de traviesas de hormigón (y especialmente de vía en placa) puede complicar extraordinariamente estas obras, obligando a cortar el servicio ferroviario durante largos periodos de tiempo. Por este motivo, se han ideado diversos sistemas, tales como las traviesas de hormigón polivalentes (que simplifican la operación), la vía mixta (que permite posponerla), o los trenes de ancho variable (que pueden hacerla innecesaria utilizando cambiadores de ancho para pasar de unas vías a otras).

## Traviesas
Cuando la vía utiliza durmientes de madera y se necesita disponer una menor separación entre los carriles, normalmente se usan las traviesas existentes. En el caso de que se requiera disponer una vía más ancha, si el incremento de separación es relativamente pequeño (del orden de 10 cm o menos), es posible que los durmientes puedan ser lo suficientemente largos como para acomodar adecuadamente el carril y sus sujeciones en la nueva posición. Como ya se ha señalado, las traviesas de madera son especialmente adecuadas para este propósito, dado que permiten volver a clavar sin problemas las sujeciones en su nueva posición. Esto no es posible con las traviesas de hormigón prefabricadas (diseñadas para un determinado ancho de vía específico), a no ser que se trate de traviesas polivalentes, que disponen de dos juegos de orificios que permiten atornillar las sujeciones de los carriles con dos separaciones diferentes. Las traviesas de acero pueden tener preparadas zonas para colocar las sujeciones de ancho alternativo cuando se fabrican, y también pueden perforarse o soldarse para recolocar las sujeciones en caso contrario. 
Por ejemplo, durante la conversión del Ferrocarril Melbourne-Adelaida en Australia, que se convirtió de 1600 mm (5' 3") a 1435 mm (4' 81/2"), se usaron traviesas preparadas para los dos anchos y una sujeción reversible para el clip Pandrol. 

## Estructuras
La conversión para pasar desde una vía estrecha a una vía más ancha, puede requerir la ampliación del gálibo de circulación de los puentes, de los pasos superiores, de los túneles y de terraplenes y desmontes. Así mismo, el material rodante más ancho exige disponer curvas de radios más amplios para inscribirse correctamente en las vías, lo que puede obligar a cambiar el trazado de las vías de acuerdo con los nuevos radios más amplios. Los haces de vías en lasestaciones muy posiblemente también tengan que ser redimensionados. La conversión de vía estrecha al ancho estándar significa varios cambios no solo por el ancho en sí mismo, sino para hacer compatible el ancho estructural de la vía con los requerimientos de gálibo del ancho estándar, lo que puede afectar a la altura de los pasos elevados o a la sección de los túneles. La elección de los acopladores de los trenes también puede ser un factor a tener en cuenta. 

## Material rodante

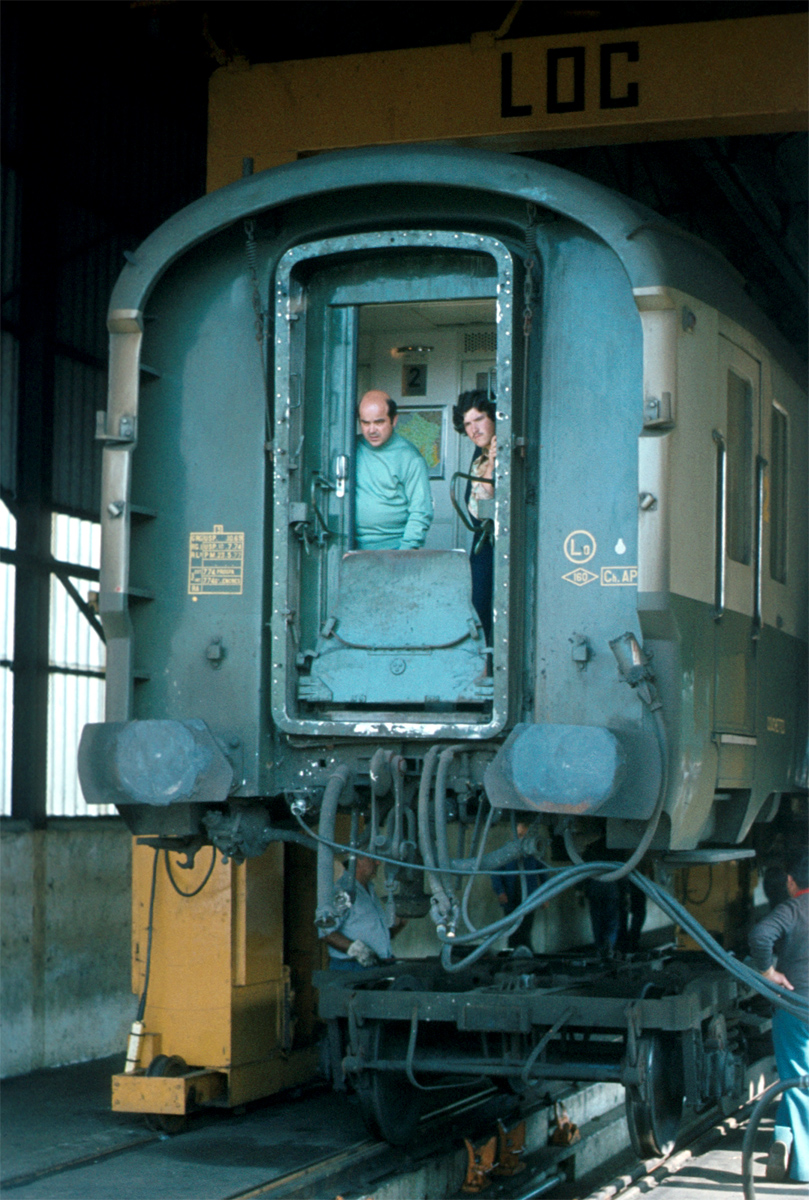
Frontera franco-española en Hendaya. Dispositivo de elevación para el cambio de bogies (1977)

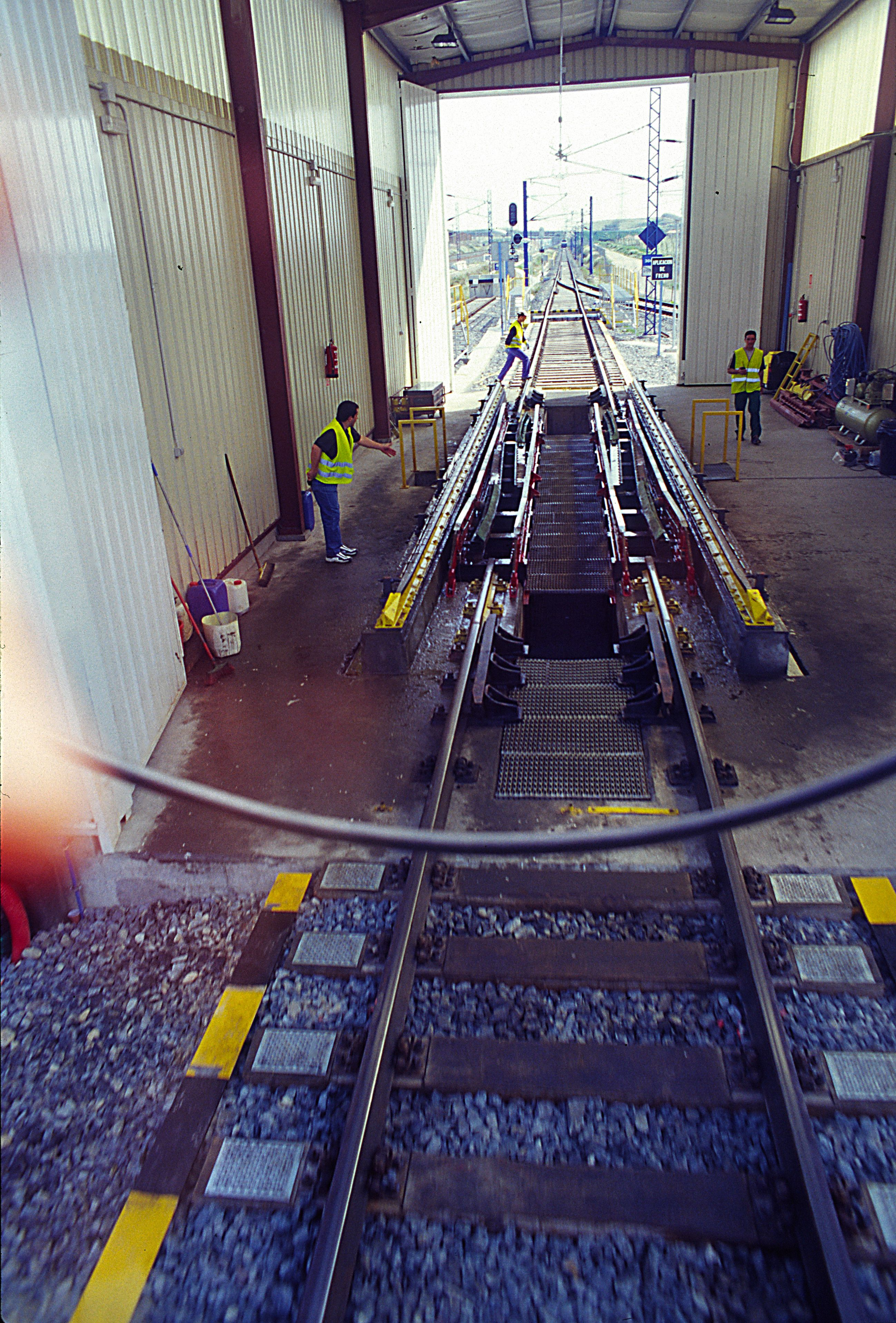
Cambiador de anchos con sistema RD en Lérida. La vía de ancho estándar aparece en primer plano, con la vía de ancho ibérico al fondo

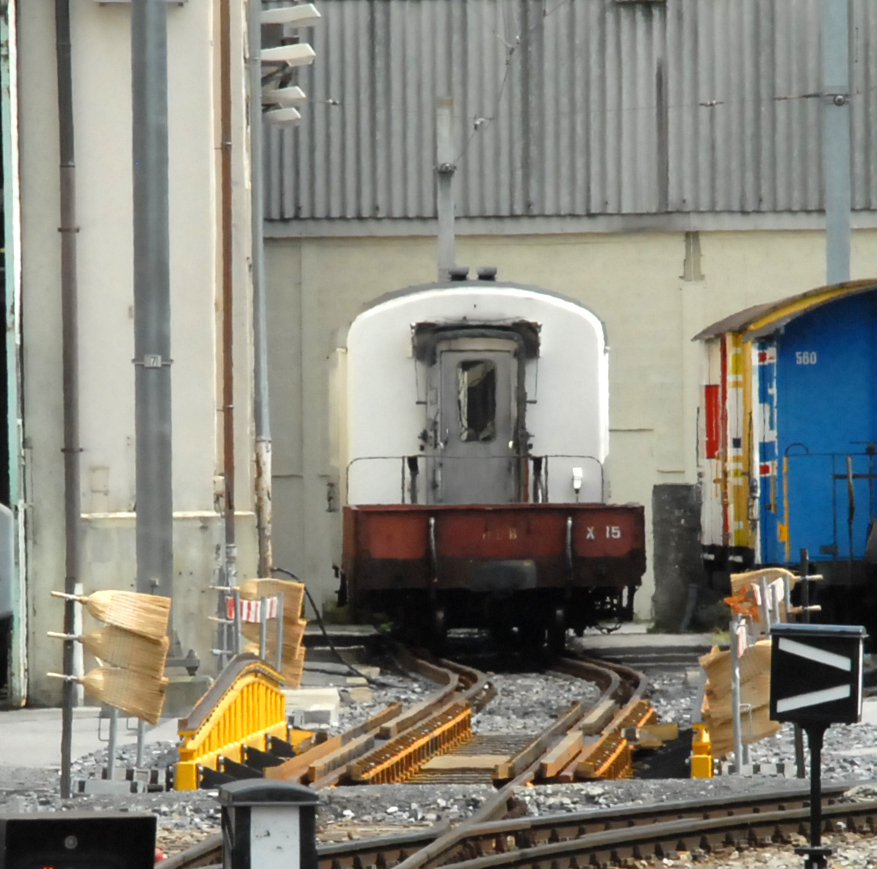
Cambiador de anchos en Montreux (Suiza)

Cuando se pretende adaptar el material rodante a un ancho diferente, deben intercambiarse los bogies o los juegos de ruedas, lo que no suele ser económicamente viable si el material móvil no se diseñó en su momento para poder asumir este cambio. 
Otra solución es utilizar ejes de ancho variable. Por ejemplo, los trenes de pasajeros convencionales que circulan entre Francia (con vías de 1435 mm (4' 81/2")) y España (donde la vías son de 1668 mm (5' 5,70")) , pasan por un cambiador de anchos, una pequeña instalación que permite ajustar automáticamente los ejes de ancho variable de los trenes sin necesidad de que se detengan. Este proceso se conoce como "cambio de ancho". Los vagones de mercancías todavía están sujetos al intercambio de bogies o al intercambio de ruedas. 

### Locomotoras de vapor
Muy pocas locomotoras de vapor estaban construidas para permitir el cambio de ancho, aunque se pueden citar algunos ejemplos, como las Garratt de los Ferrocarriles de África Oriental, y las máquinas R766 de los Ferrocarriles de Victoria. La construcción de locomotoras de vapor de este tipo es compleja, debido a la anchura de las calderas y de las cámaras de combustión. Solo era posible adaptar máquinas a una vía ligeramente más ancha (y no al revés), como en el caso de las máquinas de ancho métrico (1000 mm (3' 32/5")), modificadas para circular por vías de 1067 mm (3' 6") de ancho. 
Alrededor de 1860, el Ferrocarril de Brístol y Exeter convirtió cinco locomotoras de ancho estándar (1435 mm (4' 81/2")) para poder circular por las vías de ancho Brunel (7 pies 1/4 plg (2140 mm)), aunque posteriormente las devolvió a su ancho original. También en el siglo XIX, en los Estados Unidos, algunas locomotoras para vías de 5 pies (1524 mm) de ancho fueron diseñadas para ser fácilmente convertidas al ancho estándar de 1435 mm (4' 81/2"). En el siglo XX, en la Estación de Victoria de Londres circulaban algunas locomotoras de 7 pies 1/4 plg (2140 mm) (el ancho del Great Western Railway), diseñadas para ser convertidas fácilmente al ancho de 1435 mm (4' 81/2"). Entre 1922 y 1949, cinco máquinas de los Ferrocarriles del Sur de Australia Clase T se redujeron de 1067 mm (3' 6") a un ancho de 1600 mm (5' 3") de la clase Tx, devolviéndose más adelante a su ancho original. Después de la Segunda Guerra Mundial, una serie de locomotoras Pacífic alemanas de la Clase 03 capturadas fueron adaptadas al ancho ruso.

### Trenes diésel y eléctricos
La mayoría del material rodante diésel y eléctrico puede someterse a la conversión de ancho mediante el reemplazo de sus bogies. Las máquinas con distancias entre ejes fijas son más difíciles de convertir. En Australia, las locomotoras diésel se han transformado frecuentemente para operar en vías anchas, estándar y estrechas. 

### Vagones y coches de viajeros
La conversión de ancho de vagones y coches implica el reemplazo de los juegos de ruedas o de los bogies en su caso. En mayo de 1892 se convirtieron los vagones y los coches del Great Western Railway cuando dejaron de usarse definitivamente las vías de 7 pies 1/4 plg (2140 mm) de ancho. 

## Víashuérfanas
Durante el trabajo de conversión de ancho, algunas estaciones y líneas secundarias pueden quedar "huérfanas", dado que los trenes no pueden operar hasta que se complete el costoso trabajo de conversión de ancho. Por ejemplo, entre Seymour y Albury en Australia, algunas líneas secundarias (como la de Benalla a Oaklands) y algunas estaciones, como la de Violet Town, se han convertido en vías huérfanas.

## Ejemplos

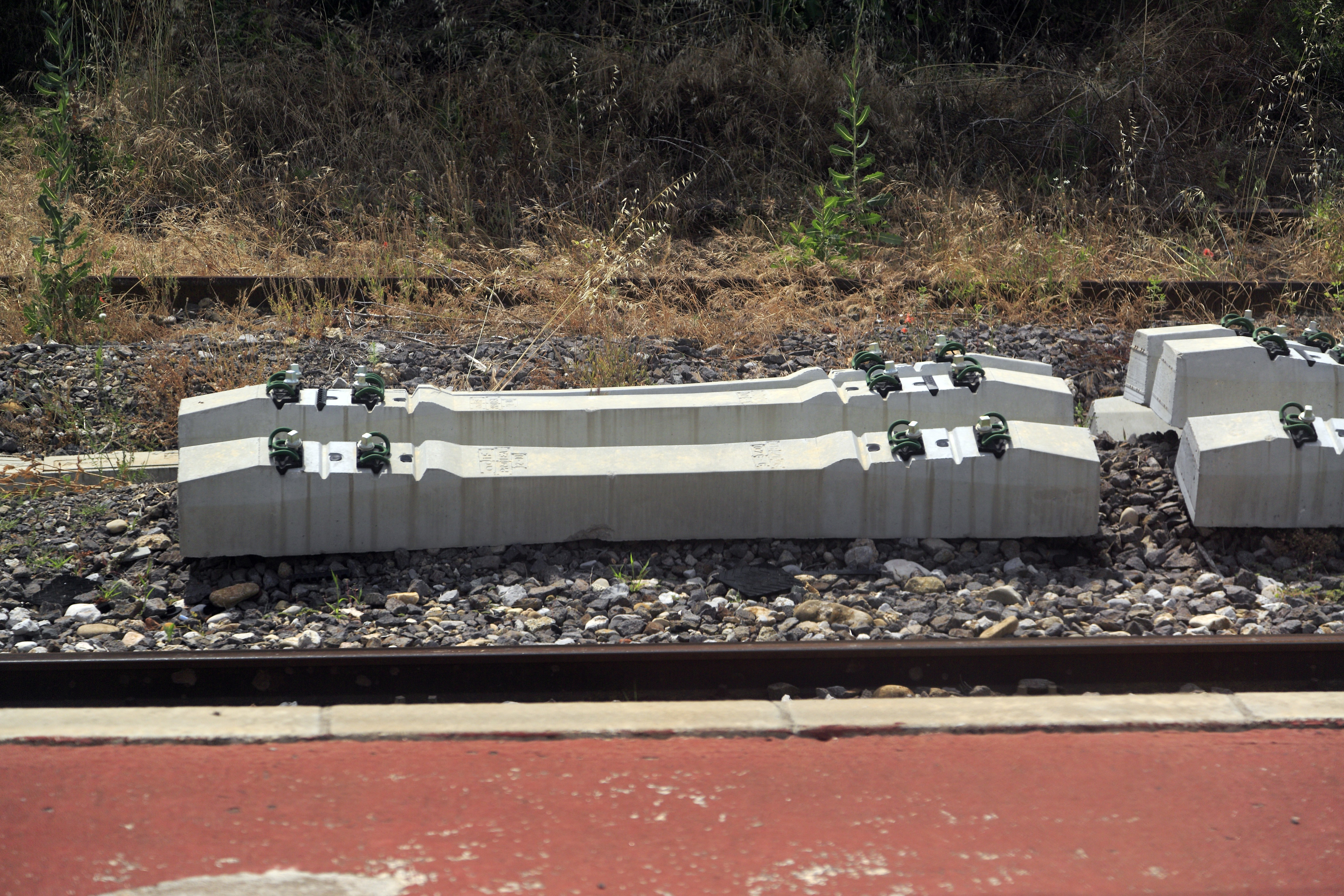
Traviesas polivalentes (ancho ibérico y ancho estándar) de hormigón pretensado.

Desde sus orígenes en las primeras décadas del siglo XIX, las redes de ferrocarril de todo el mundo se han ido enfrentando con el problema que supone mantener la circulación de los trenes entre vías de distintos anchos, hasta el punto de que este problema ya se hizo evidente en Gran Bretaña a los pocos años de la inauguración del Ferrocarril de Liverpool y Mánchester en 1829 (la primera línea de ferrocarril del mundo en transportar viajeros), y en 1844 se debió promulgar una Ley para solucionarlo.
La mayoría de estados de Europa suscribieron los convenios de la conferencia de Berna, mediante la que se llegó a un acuerdo para que los países fronterizos con Suiza adaptaran como norma en sus redes principales el ancho estándar. Los Estados Unidos siguieron un proceso parecido al de Gran Bretaña, y en 1866 uniformaron su red principal mediante una ambiciosa operación que logró transformar más de 18.000 km de vías en tan solo 36 horas.
Sin embargo, en países como Rusia, la India o España, que optaron por anchos de vía diferentes a los de sus naciones limítrofes, o en diversas zonas de África, América del Sur y Australia, con numerosas redes de vía estrecha, se siguen acometiendo operaciones de conversión de ancho de vía:      
- Reino Unido: a partir de 1844 (con la promulgación de la Ley de Anchos Ferroviarios de 1846, que se inclinó a favor de uniformar la red de Gran Bretaña en el ancho de 1435 mm) se inició la transformación del tendido del "Great Western Railway", completada en 1892. A lo largo de casi medio siglo, se adaptaron todas sus vías de siete pies (2140 mm) al ancho estándar.[2]
- Estados Unidos: en 1863, una Ley del Congreso[3] titulada "Ley para establecer el ancho del ferrocarril del Pacífico y sus sucursales", estableció el ancho estándar para el primer ferrocarril transcontinental y alentó la adecuación de las vías en otros anchos. Debido a la Guerra de Secesión, la adaptación de las líneas del sur del país se retrasó hasta que, entre el 31 de mayo y el 1 de junio de 1866, en una gigantesca operación con miles de trabajadores que duró 36 horas, se pasaron 18.500 km de vías de 1524 mm a 1448 mm (el ancho del Ferrocarril de Pensilvania), funcionalmente compatible con el calibre estándar. La transición final al ancho estándar tendría lugar durante las sucesivas operaciones de mantenimiento rutinario.[4][5]
- Canadá: en 1881 se cambió de ancho el Ferrocarril de Toronto, Gray y Bruce, pasando de 1067 a 1435 mm.
- Alemania: en 1941, durante el avance de la Wehrmacht durante la Segunda Guerra Mundial a través de la Unión Soviética, se completó en ancho estándar un tendido de ferrocarril entre Brest (en la costa atlántica de Francia) y Minsk (en Ucrania).[6] Se dice que a lo largo de toda la guerra, el ejército alemán adaptó al ancho estándar un total de 27.800 km de la red de ancho ruso (de 1520) mm.[7]
- Australia: en la década de 1950, la Línea de Mount Gambier en Australia Meridional se pasó de 1067 mm a 1600 mm, y algunas de las traviesas de acero instaladas tenían tres anchos para realizar una posterior transición planificada a 1435 mm, que todavía no ha tenido lugar.
- Alemania: En 1964/65, el Ferrocarril en Zabergäu pasó de 750 a 1435 mm.
- Australia: en 1970 se completó la ampliación del Ferrocarril Pacífico-Índico, pasando de 1067 a 1435 mm a lo largo de 4350 km de vía.
- India: a partir de 1992, se cambiaron 17.000 km de vía métrica (1000 mm) al ancho indio (1676 mm) en el proyecto Unigauge.
- España: en 1992 se inauguró la línea de alta velocidad Madrid-Sevilla, el primer tramo de su red de alta velocidad en ancho estándar, aunque la red principal siguió utilizando el ancho ibérico de 1668 mm. Desde entonces, en las renovaciones de vía se instalan traviesas polivalentes aptas para los dos anchos, en previsión de su futura transformación al ancho de 1435 mm.
- Australia: en 1995 se cambiaron en dos semanas 600 km de vías entre Melbourne y Adelaida, pasando de 1600 mm al ancho estándar (1435 mm). Desde 1990 se habían instalado traviesas especiales capaces de soportar primero la vía estrecha y luego la estándar.
- Australia: se han instalado traviesas hasta Adelaida para facilitar el cambio en el futuro.
- Nigeria: con traviesas polivalentes entre Port Harcourt y Onne.
- Tanzania: en 2008 se decidió el uso de traviesas de acero y de traviesas de hormigón de 1000 mm/1067 mm para transiciones futuras.
- Australia: en 2009 se completó en Victoria la adaptación de la línea de 200 km entre Seymour y Albury, que se convirtió de 1600 mm a 1435 mm, y al mismo tiempo se creó una línea de doble vía.
- Perú: en 2009 se adaptó el Ferrocarril Huancaya a Huancavelica, pasando 147 km de vías del ancho de 914 mm al de 1435 mm.[8][9]

## Galería de imágenes

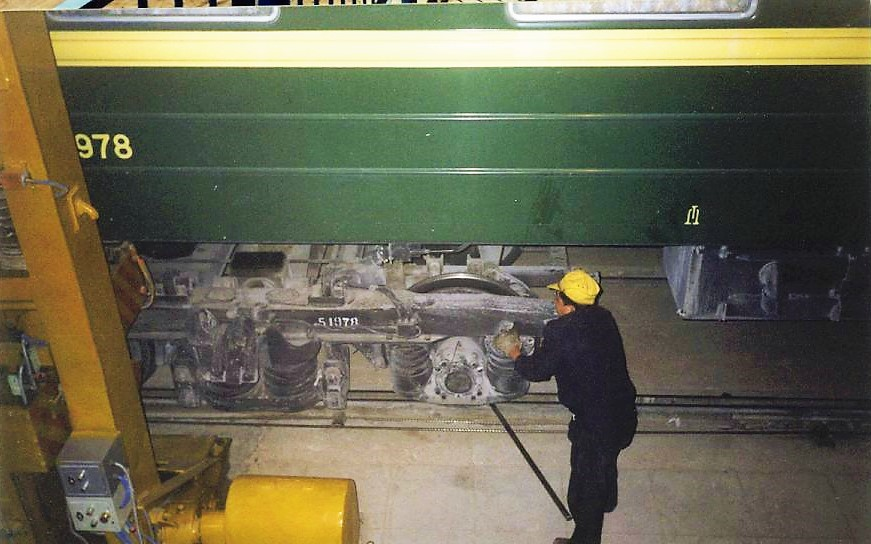
Intercambio de bogies en la frontera entre China y Mongolia.
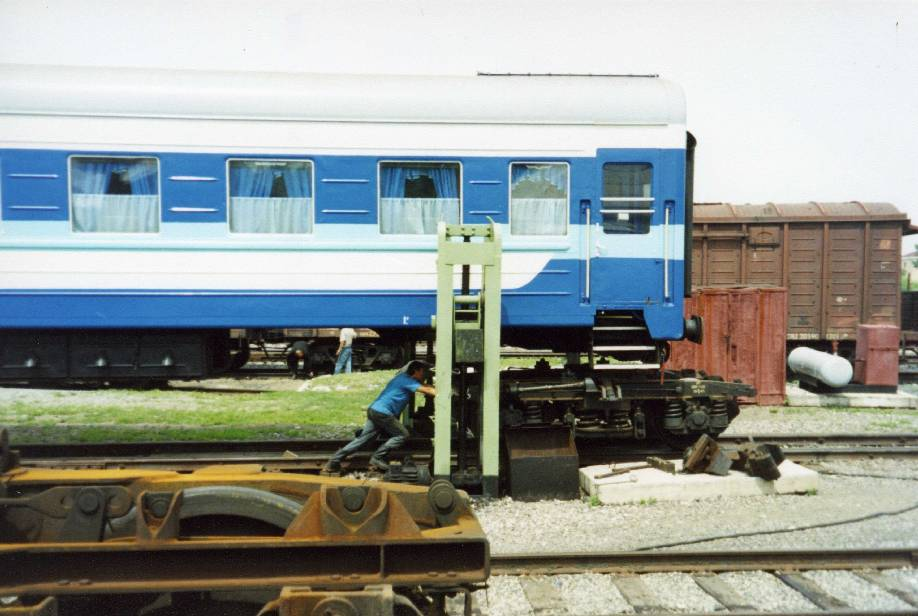
Intercambio de bogies en Ussuriisk cerca de Vladivostok, en la frontera ruso-china.
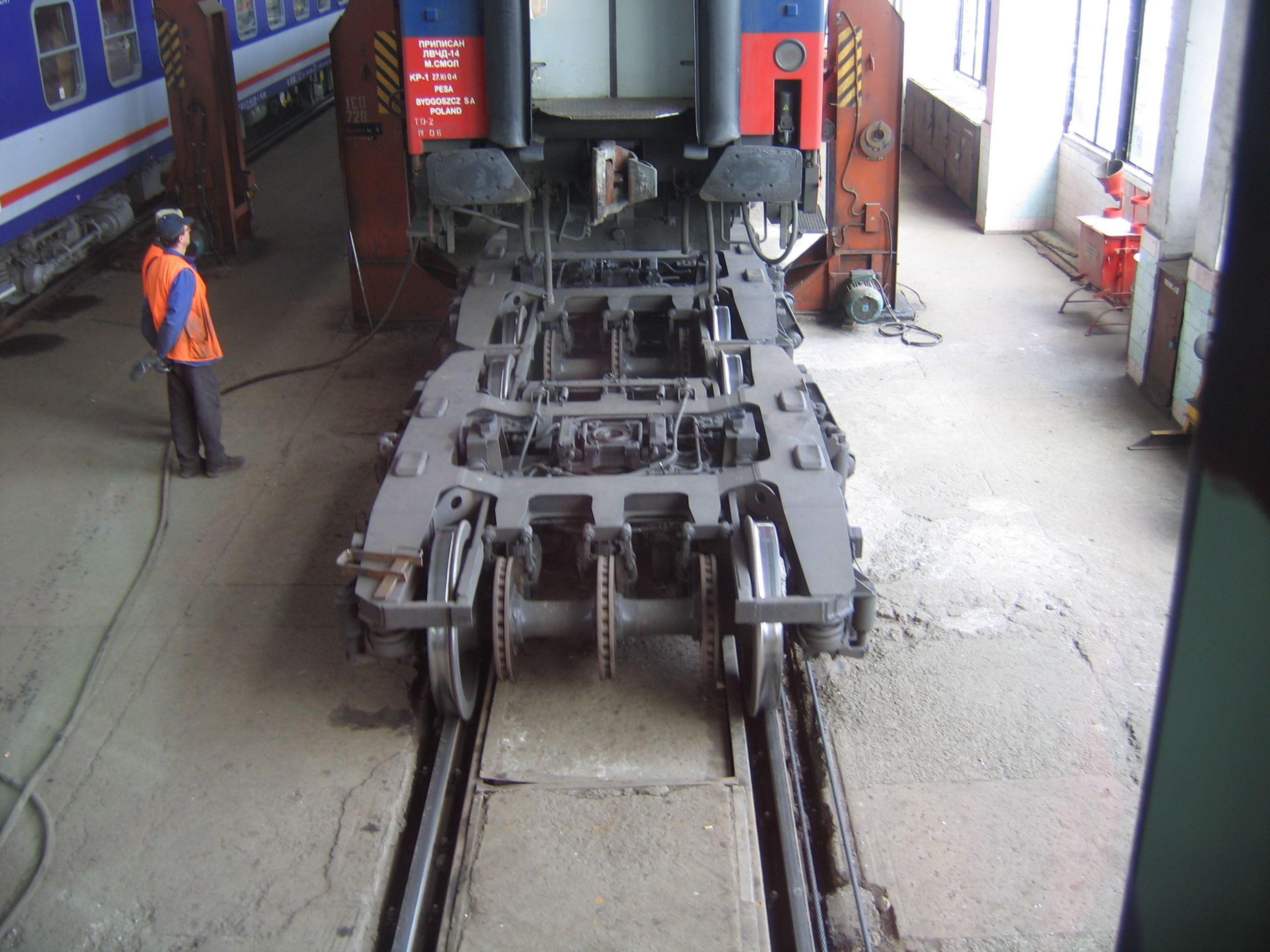
Cambio de bogies en Brest (Bielorrusia), en la frontera con Polonia.